# Zatracony w innym świecie
Zatracony w innym świecie (jap. 異世界失格 Isekai shikkaku) – manga napisana przez Hiroshiego Nodę i zilustrowana przez Takahiro Wakamatsu, publikowana w magazynie internetowym „Yawaraka Spirits” wydawnictwa Shōgakukan od października 2019. Na jej podstawie studio Atelier Pontdarc wyprodukowało serial anime, który emitowano od lipca do września 2024.

## Fabuła
Zrozpaczony pisarz znany tylko jako Sensei zawiera pakt samobójczy ze swoją dziewczyną Sacchan. Zanim zdążą jednak cokolwiek zrobić, zostają potrąceni przez ciężarówkę. Sensei nagle trafia do innego świata, gdzie elfia kapłanka imieniem Annette mówi, że przywołała go, aby został bohaterem, ale on ignoruje ją i odchodzi, nie mając ochoty pomagać innym. Próbując się zabić, nieumyślnie ratuje kotołaczkę, którą nazywa Tama, jednak nie zwraca na nią uwagi i zawsze ignoruje, gdy ta próbuje ujawnić swoje prawdziwe imię. Annette i Tama stają się jego towarzyszkami, podczas gdy on pragnie odnaleźć Sacchan, aby mogli dokończyć swój pakt samobójczy.

## Bohaterowie
- Sensei (jap. センセー Sensē)

Seiyū: Hiroshi Kamiya 
- Annette (jap. アネット Anetto)

Seiyū: Rumi Ōkubo 
- Tama (jap. タマ)

Seiyū: Sayumi Suzushiro 
- Nir (jap. ニア Nia)

Seiyū: Makoto Koichi 
- Melos (jap. メロス Merosu)

Seiyū: Hina Kino 
- Sacchan (jap. さっちゃん)

Seiyū: Hiroshi Kamiya 
- Warderia (jap. ウォーデリア Wōderia)

Seiyū: Aoi Yūki 
- Isha (jap. イーシャ Īsha)

Seiyū: Mai Nakahara 

## Manga
Pierwszy rozdział mangi opublikowano 2 października 2019 w magazynie internetowym „Yawaraka Spirits”. Następnie wydawnictwo Shōgakukan rozpoczęło zbieranie rozdziałów do wydań w formacie tankōbon, których pierwszy tom ukazał się 10 kwietnia 2020. Według stanu na 11 kwietnia 2025, do tej pory wydano 13 tomów.
9 lutego 2024 wydanie mangi w Polsce zapowiedziało Kotori, premiera odbyła się zaś 19 kwietnia tego samego roku.
| Nr | Język japoński       | Język japoński         | Język polski         | Język polski           |
| Nr | Data wydania         | ISBN                   | Data wydania         | ISBN                   |
| -- | -------------------- | ---------------------- | -------------------- | ---------------------- |
| 1  | 10 kwietnia 2020     | ISBN 978-4-09-860560-6 | 19 kwietnia 2024     | ISBN 978-83-68051-00-1 |
| 2  | 10 lipca 2020        | ISBN 978-4-09-860650-4 | 14 czerwca 2024      | ISBN 978-83-68051-05-6 |
| 3  | 12 października 2020 | ISBN 978-4-09-860747-1 | 16 sierpnia 2024     | ISBN 978-83-68051-19-3 |
| 4  | 12 lutego 2021       | ISBN 978-4-09-860847-8 | 25 października 2024 | ISBN 978-83-68051-31-5 |
| 5  | 12 lipca 2021        | ISBN 978-4-09-861104-1 | 26 lutego 2025       | ISBN 978-83-68051-40-7 |
| 6  | 12 stycznia 2022     | ISBN 978-4-09-861274-1 | 11 kwietnia 2025     | ISBN 978-83-68051-65-0 |
| 7  | 12 lipca 2022        | ISBN 978-4-09-861377-9 | 20 czerwca 2025      | ISBN 978-83-68051-80-3 |
| 8  | 10 listopada 2022    | ISBN 978-4-09-861534-6 | —                    |                        |
| 9  | 12 czerwca 2023      | ISBN 978-4-09-861832-3 | —                    |                        |
| 10 | 9 lutego 2024        | ISBN 978-4-09-862743-1 | —                    |                        |
| 11 | 28 czerwca 2024      | ISBN 978-4-09-862884-1 | —                    |                        |
| 12 | 11 września 2024     | ISBN 978-4-09-863057-8 | —                    |                        |
| 13 | 11 kwietnia 2025     | ISBN 978-4-09-863455-2 | —                    |                        |

## Anime
Adaptacja w postaci telewizyjnego serialu anime została ogłoszona 11 lipca 2022. Została wyprodukowana przez studio Atelier Pontdarc i wyreżyserowana przez Shigekiego Kawaia. Scenariusz napisał Yasuhiro Nakanishi, postacie zaprojektowali Tomoshige Inayoshi i Asako Inayoshi, projekty potworów przygotował Kenji Terao, a muzykę skomponował Kenichirō Suehiro. Seria była emitowana od 9 lipca do 24 września 2024. Motywem otwierającym jest „Shura nikki” (jap. 修羅日記) w wykonaniu Kashitaro Ito, natomiast końcowym „Sayonara, subarashiki sekai yo” (jap. さよなら、素晴らしき世界よ) autorstwa Mayu Maeshimy. Prawa do streamingu serii nabył Crunchyroll.

## Odbiór
W 2020 roku seria była nominowana do 6. edycji konkursu Next Manga Award w kategorii manga internetowa.